# Le Voyage en ballon
Le Voyage en ballon (en francès El viatge en globus) és una pel·lícula d'aventures francesa del 1960 en Dyaliscope i Eastman Color, dirigida per Albert Lamorisse.

## Sinopsi
Vistes de França sobrevolada per un globus d'aire calent des del nord (vol de Béthune) cap al sud (Camarga). L'avi inventor de liaeronau (André Gille) i el seu net (Pascal Lamorisse) - que s'enfila clandestinament a bord - viatgen en un montgolfier mentre el seu mecànic (Maurice Baquet) segueix la seva trajectòria per carretera amb la missió de preparar cadascun dels seus desembarcaments.

## Distribució
- Maurice Baquet: el mecànic
- Pascal Lamorisse: Pascal
- André Gille : l'avi
- Jack Lemmon: veu en off versió estatunidenca
- Charles Bayard
- Louis Saintève
- Paul Villé

## Recepció
En una breu ressenya cinematogràfica de la pel·lícula, la revista setmanal Time va escriure, "Le Voyage en ballon encantarà la motxilla, la matrona i la barba grisa amb la seva impressionant impressinant vista en globus a la terra de França." Va rebre el premi OCIC a la 21a Mostra Internacional de Cinema de Venècia.